# 鄧顯麒
鄧顯麒（1484年—1528年），字文瑞，號夢虹，江西南昌府奉新縣人，明朝政治人物。

## 生平
正德五年（1510年）庚午科江西鄉試舉人，九年（1514年）甲戌科進士。授行人司行人，升司副。十四年（1519年），諸臣共諫明武宗南巡，疏稿為鄧顯麒所擬，兩遭廷杖，謫國子監學正。同年分校己卯科順天鄉試，拔解元楊維聰。
嘉靖初恢复原职，未数月，擢浙江道監察御史。巡视长芦盐政。嘉靖五年（1526年）巡按湖廣，與巡撫黃衷討平劇賊彭明昶等。任期將满，得怪病，乞假就医，到家逾月，以嘉靖七年卒于家。年四十五。

## 著作
長子鄧廉甫，次子鄧宽甫。子鄧夷惠集其奏疏，成《夢虹奏議》。